# Anthidium furcatum
Anthidium furcatum är en biart som beskrevs av Wu 2004. Anthidium furcatum ingår i släktet ullbin, och familjen buksamlarbin. Inga underarter finns listade i Catalogue of Life.